# Mesoplophora permodica
Mesoplophora permodica är en kvalsterart som beskrevs av Wojciech Niedbała 1985. Mesoplophora permodica ingår i släktet Mesoplophora och familjen Mesoplophoridae. Inga underarter finns listade i Catalogue of Life.